# Monument aux navires coulés
Le Monument aux navires coulés (russe : Памятник затопленным кораблям ; ukrainien : Пам'ятник затопленим кораблям) est le symbole de la ville de Sébastopol, dans la péninsule de Crimée. Situé dans la baie de Sébastopol, il a été conçu par Amandus Adamson et construit par Valentin Feldmann en 1905 ,,.

## Histoire
Le monument a été érigé en 1905 à l'occasion du 50e anniversaire du siège de Sébastopol, pendant la guerre de Crimée, dans laquelle de nombreux navires de la marine impériale russe ont été détruits, la plupart faisant partie de la flotte de la mer Noire. Il s'agit d'une colonne érigée sur un piton rocheux posé dans la mer, en face du boulevard du bord de mer.

## Symbole de la ville
Le 12 février 1969, le monument a été inclus dans les armoiries de Sébastopol, et le 12 avril 2000 dans le drapeau de Sébastopol.

Armoiries de Sébastopol.
Drapeau de Sébastopol.
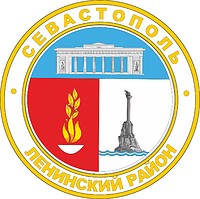
Armoiries du Raïon de Lénine de Sébastopol.
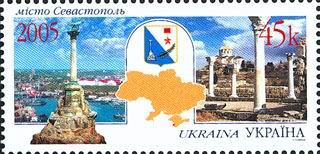
Timbre ukrainien avec les armoiries de la ville.
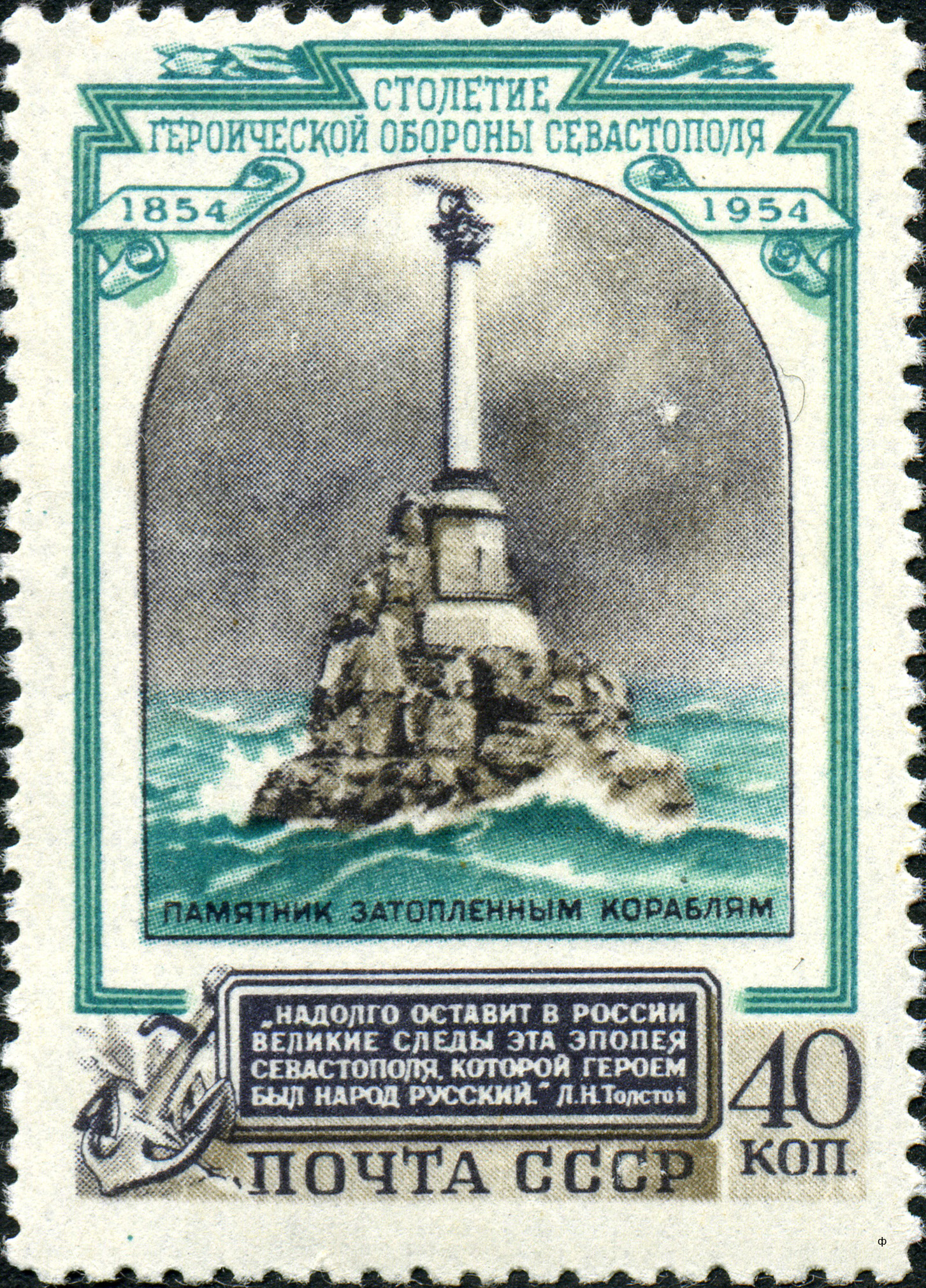
Timbre soviétique "Centenaire du siège de Sébastopol ".
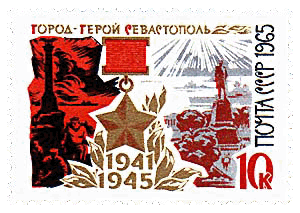
Timbre soviétique " Ville-Héros de Sébastopol".
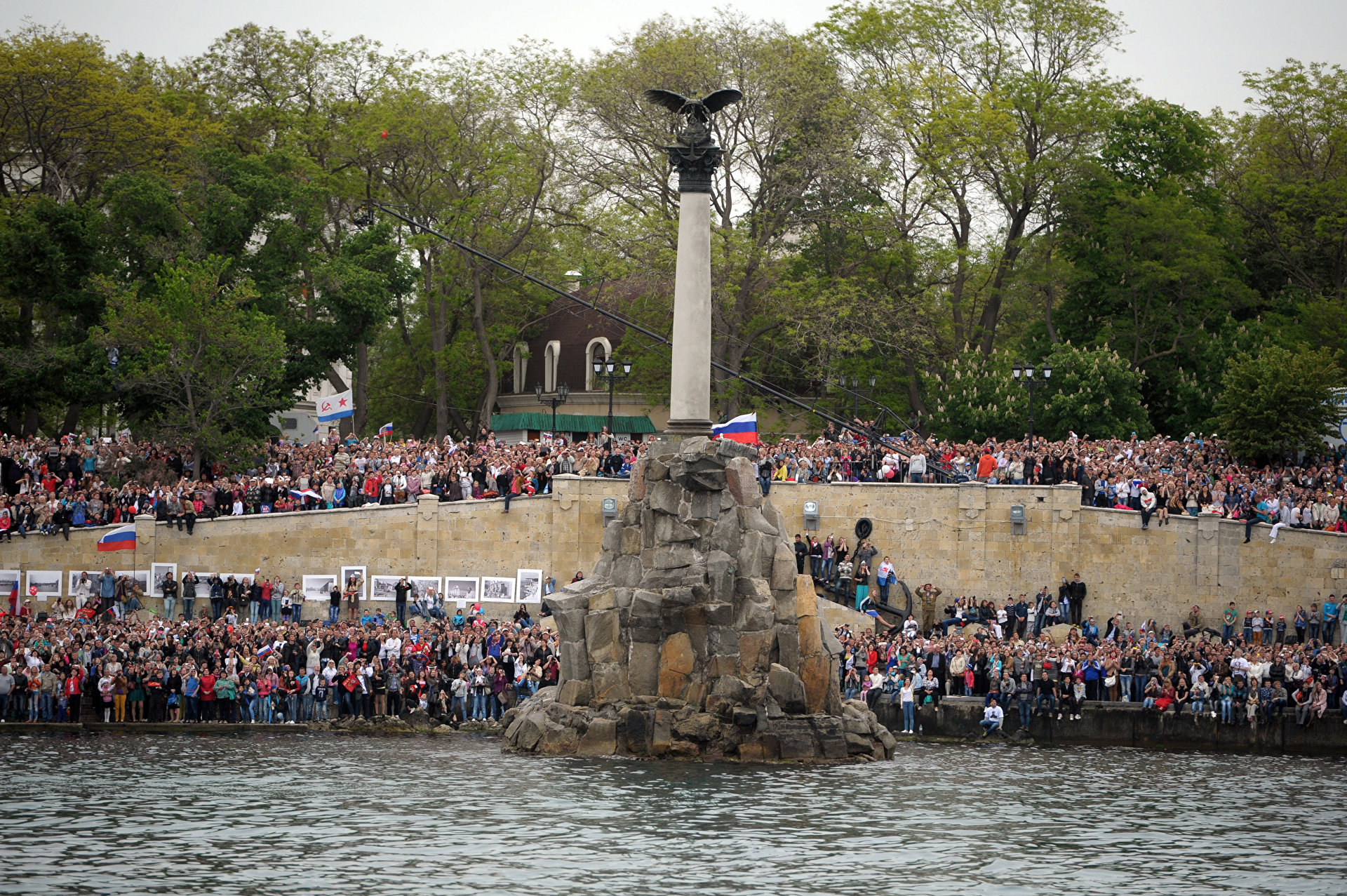
Célébration du jour de la Victoire, le 9 mai 2014.
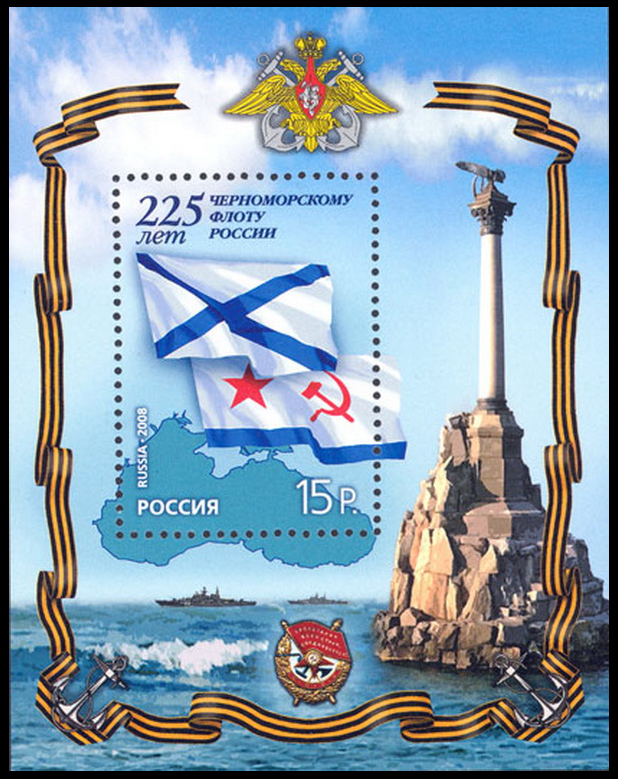
Timbre russe "225 ans de la flotte de la mer Noire ".
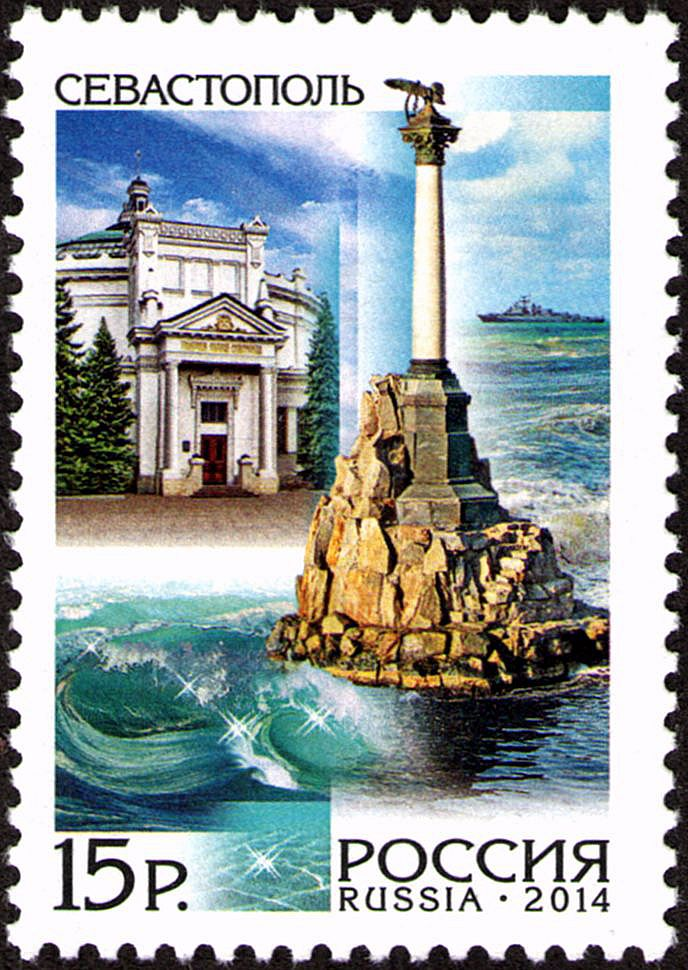
Timbre russe de la série "Régions de Russie".

## Numismatique
Le monument apparaît :
- Sur un billet commémoratif de 100 roubles émis en 2015 et dédié au retour de la Crimée à la Russie l’année précédente.
- Au verso du billet de 200 roubles émis à partir de 2017[réf. souhaitée].

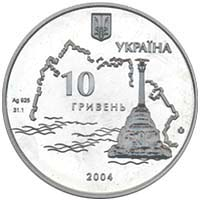
Pièce commémorative ukrainienne en argent pour le centenaire du siège de Sébastopol.
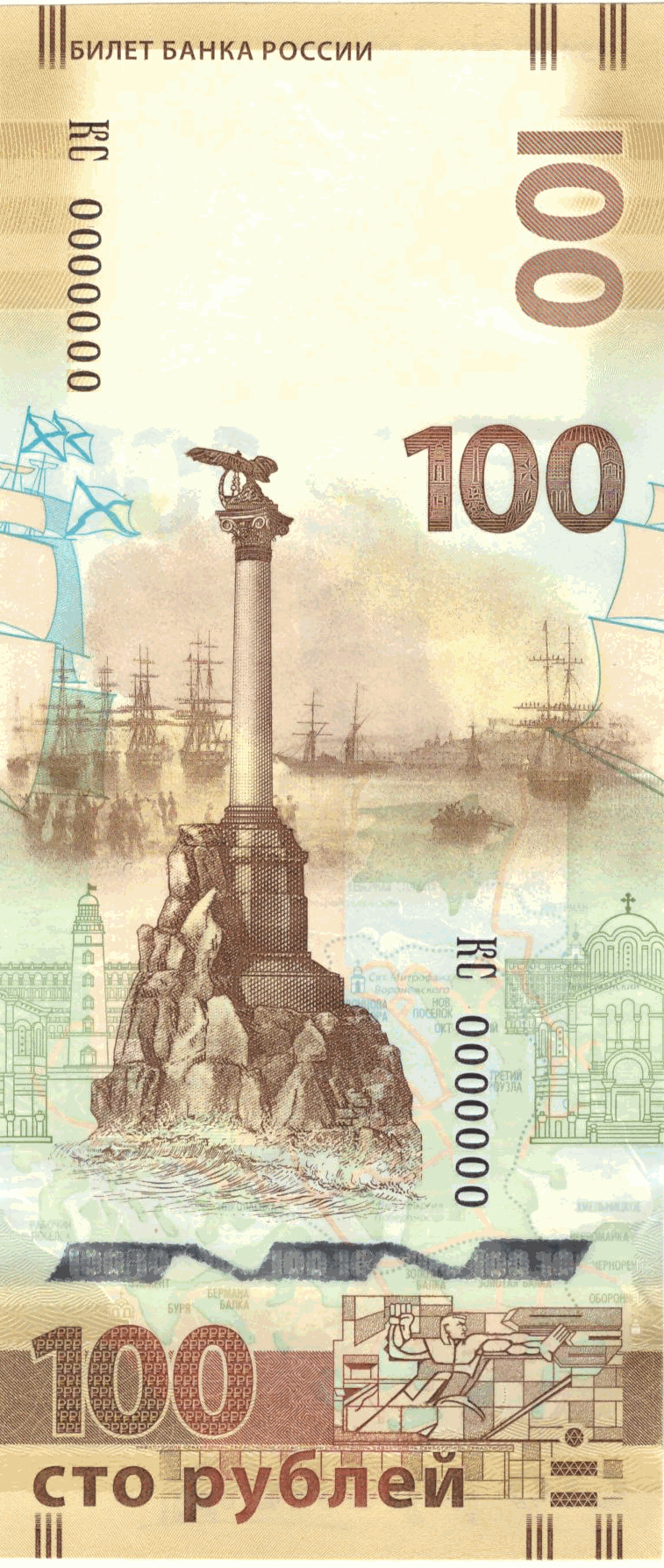
Billet de 100₽ (2015).
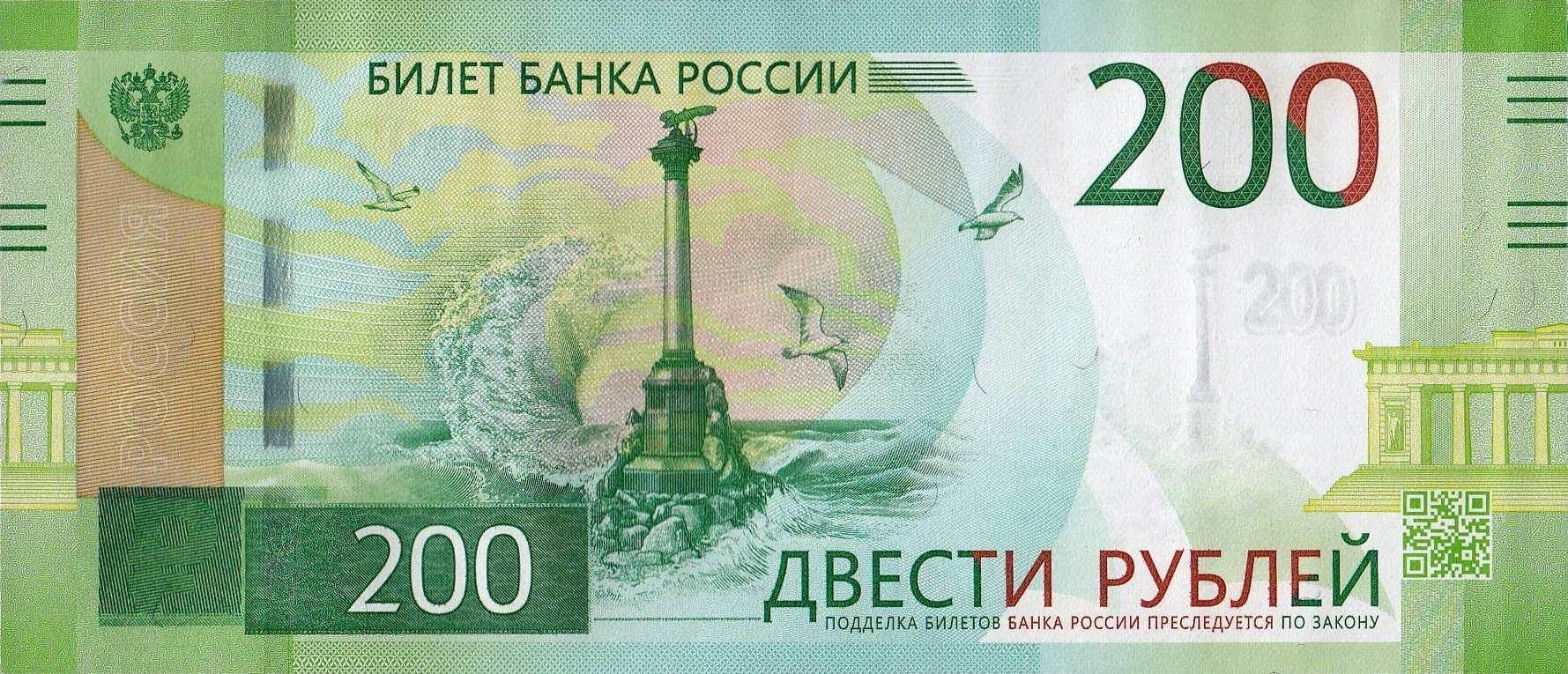
Billet de 200₽ (2017).